# Noč čarovnic
Noč čarovnic  (znana tudi po angleškem izrazu Halloween) je praznik, ki ga predvsem v Zahodnem svetu obeležujejo v noči iz 31. oktobra na 1. november. V resnici predstavlja okrajšavo za »All Hallow's Eve« oziroma »Hallow Eve« (večer vseh svetih oziroma večer pred vsemi svetimi). Slavi se predvsem v angleško govorečem svetu, npr. na Irskem, v ZDA, Kanadi, Združenem kraljestvu, Avstraliji in na Novi Zelandiji. S katoliškim praznikom vseh svetih nima nobene povezave oz. si je zaradi izvora iz predkrščanskih keltskih obredov celo v nasprotju. V teh deželah se po običaju otroci preoblečejo v različne kostume (po navadi čarovnice in pošasti) in hodijo od vrat do vrat, kjer prosijo za sladkarije. Zelo priljubljen običaj za noč čarovnic je izrezovanje buč, v katere se potem vstavi sveča.

## Zgodovina
Stari Kelti so 1. novembra slavili začetek novega leta (in hkrati tudi prehod iz sončne in toplejše polovice leta v temačno in hladnejšo), a proslava je bila namenjena bogu Sonca, včasih pa tudi gospodarju smrti (Samhainu). Verjeli so, da ob polni Luni, najpogosteje noč pred dnevom mrtvih (31. oktobra), mrtvi vstajajo iz svojih grobov in tako ponovno pridejo na Zemljo ter obiščejo svoje domove. Zaradi tega so se ljudje, prestrašeni, da bi srečali mrtve, skrivali za različnimi maskami in ustvarjali velik hrup. S prihodom Rimljanov, je dan mrtvih dobil stalen datum. V noči pred tem dnem, po starem rimskem verovanju sodeč, je črni bog lova Samain prevzel oblast nad svetom, ubil boga Sonca in odpeljal boginjo vegetacije v podzemlje, kjer je ta morala ostati do prihodnje pomladi in bdeti nad mirujočimi semeni, živalmi ki spijo in dušami umrlih. V tej noči so se simbolično ugasnila vsa ognjišča. Verovalo se je tudi, da mrtvi poslednjič pridejo na njihov svet, zato so jim na pragih svojih hiš nastavljali hrano. Nekateri so celo v ta namen izdolbli repe, pese ali krompir, ter vanje vstavili gorečo svečo, češ da bi tako pregnali grešne duše, a dobrim pokazali pot do njihovih hiš. Buča je za izrezovanje postala popularna šele v 16. stoletju v Ameriki, kasneje pa po celem svetu. Danes predstavlja izrezana buča, v angleško govorečem svetu jo imenujejo Jack-o'-lantern, glavni simbol praznika.

## Legenda o Jack-o'-lanternu
Običaj izrezovanja buč izhaja iz irske legende o kovaču Jacku, znanem po svoji domišljavosti in skopušnosti. Ena od teh zgodb pravi, da je pretental vraga tako, da mu je ponudil svojo dušo v zameno za pijačo. Vrag mu je ustregel tako, da se je spremenil v kovanec, s katerim bi kovač plačal pijačo. Prebrisani kovač pa je kovanec vtaknil v svoj žep, v katerem je imel križ, zaradi katerega se vrag ni mogel spremeniti nazaj. Ko je vrag Jacku obljubil, da 10 let ne bo izterjal njegove duše, ga je izvlekel iz žepa. Po desetih letih je vraga ponovno prevaral tako, da ga je zaprosil, naj mu da jabolko iz stebla, a v trenutku, ko se je vrag spremenil v steblo z jabolkom, je nanj narisal križ. Tako se vrag ponovno ni mogel spremeniti nazaj. Ko je Jack umrl, zaradi svojega grešnega življenja ni bil sprejet v Raj, a na vratih v Pekel ga je pričakal vrag in poslal nazaj v mrak. Pomagal mu je tako, da mu je dal žerjavico oglja. Jack je imel v žepu repo, katero je izdolbel, in vanjo vstavil žerjavico. Od takrat naprej Jack, ki nikoli več ni našel poti domov, tava naokoli z izdolbljeno repo v mraku. Tako je Jack O'Lantern (Jack Luč) postal simbol duše, ki je prekleta in tava med svetovi. In še danes se za noč čarovnic izdolbejo buče, da bi se pregnalo zle duhove.

## Značilnosti noči čarovnic
- izrezljane buče (Jack-o'-Lantern)
- sladkarije (najbolj priljubljena vrsta bonbonov je Candy Corn)
- strašljivi prigrizki
- dekoracija s strašljivo tematiko
- šemljenje v kostume